# بيل رانسوم
بيل رانسوم (بالإنجليزية: Bill Ransom)‏ (1945، بويالوب في الولايات المتحدة)؛ روائي أمريكي. درس في جامعة واشنطن.